# Кип Ланджело
Кип Ланджело (на английски: Kip Langello) е американски писател на бестселъри в жанра медицински трилър. Пише и под псевдонима Стивън Форд (Steven Ford).

## Биография и творчество
Кип Ерик Ланджело е роден през 1961 г. в Бостън, Масачузетс, САЩ. През 1982 г. завършва с бакалавърска степен по кинопроизводство Университета на Калифорния в Лос Анджелис. Работи във филмовата индустрия като помощник продуцент. Заедно с работата си пише трилъри и изпраща 9 ръкописа до издателите преди да бъде приет за публикация.
Първият му трилър „Клиниката“ е публикуван през 1997 г. Той става бестселър и го прави известен. През 1999 г. е издаден и вторият му роман „The Cure“ (Лекарството).
От 1998 г. чете лекции по творческо писане в различни центрове за образование. През 2014 г. получава магистърска степен по творческо писане от Бостънския университет. За кратко е асистент в университета след дипломирането си. Чете лекции за писане на мемоари от възрастни лица в Бостънския медицински център.
Кип Ланджело живее със семейството си във Флаглър Бийч, Флаглър, Флорида, и в Бостън.

## Произведения

### Самостоятелни романи
- The Clinic (1997)
Клиниката, изд.: ИК „Прозорец“, София (1999), прев. Светлозар Николов
- The Cure (1999)